# Twelve Carat Toothache
A Twelve Carat Toothache Post Malone amerikai rapper és énekes negyedik stúdióalbuma, amely 2022. június 3-án jelent meg, a Mercury Records és a Republic Records kiadókon keresztül. Közreműködött rajta Roddy Ricch, Doja Cat, Gunna, Fleet Foxes, the Kid Laroi, és the Weeknd. A deluxe kiadás négy nappal később, június 7-én jelent meg, két új dallal.
Három kislemezt adtak ki az albumról: a One Right Now, a Cooped Up, és az I Like You (A Happier Song). Az album Malone legrövidebb lemeze, és a korábbiakhoz hasonlítva ez is teljesített az egyik leggyengébben a slágerlistákon. A Billboard 200 második helyén debütált, 121 ezer eladott példánnyal. Az előadó negyedik lemeze, ami a lista első öt helyén végzett.

## Háttér
2020. április 24-én Post Malone egy élőben közvetített fellépésén bejelentette, hogy elkezdett dolgozni egy új albumon. 2020. július 21-én interjút adott a The Wall Street Journalnek, mikor a következőt nyilatkozta:
„Az igazat megvallva, szerintem mindenki kicsit őrült Amerikában, egész nap otthon ülve. Szóval egy kicsit megőrültem és ki akartam lépni a komfort zónámból és olyan zenét készítettem, ami – szerintem – a legjobb, amit valaha csináltam. Ezt valószínűleg minden album megjelenése előtt elmondom, de ez nagyon különlegesnek érződik. Egy olyan albumot akarok készíteni, ami felemelő és, ami megmutatja az embereknek, hogy nincsenek egyedül ezekben a magányos és aggodalmas időkben és, hogy a nap végén csak szeretetet kell mutatnunk mindenkinek a bolygón és megoldani a problémákat. Szóval nagyon keményen dolgozunk és nagyon különleges dolgokat készítünk.”
2021. április 23-án Malone menedzsere, Dre London megosztotta, hogy a rapper beleegyezett, hogy két projektet fog megjelentetni 2021-ben, amelyből végül egyik se született meg. 2022. január 10-én London elmondta, hogy a Twelve Carat Toothache elkészült és készen áll a megjelenésre, de a Republic Records és a Universal Music Group folytonosan halasztotta a kiadását.
2022. január 26-án Malone adott egy interjút a Billboardnak, amelyben megosztotta, hogy úgy érezte, hogy a dalok az albumon „inkább arról beszélnek, hogy hogyan érzem magam most: a csúcs-, és mélypontok, illetve a zűrzavaros és bipoláris léte annak, hogy valaki egy mainstream előadó.” Louis Bell producer, a rapper egyik közeli barátja és gyakori közreműködője elmondta, hogy a lemezen összekevernek „olvadó lávát és tűzet” a „ciánkékekkel és fehérekkel”. A Covid19-pandémia miatt Malone nem tudott turnézni, így nem is volt motivált a zene készítésére. Az albumon 14 dal szerepel és 43 perc hosszú, az előadó addig megjelent legrövidebb lemeze.

## Kritika
A Twelve Carat Toothache-et pozitívan fogadták a zenekritikusok. A Metacritic oldalán, ami 100 pontból ad egy, szekértői véleményeket átlagoló pontszámot, 68-at kapott a lemez. A hasonlóan működő AnyDecentMusic?-tól pedig 5,6 pontot kapott 10-ből.
Rhian Daly (NME) méltatta a lemezt, azt mondva hogy „Azon kívül, hogy azért itt-ott van egy-egy elavult vagy felesleges dal, a Twelve Carat Toothache ismét előrelépés Post Malone számára. Egy album, ami jellegzetesen, utánozhatatlanul ő és sikeresen eléri a célját, hogy megossza igazait.” Kathleen Johnston (The Daily Telegraph) kijelentette, hogy „A tökéletes hangzás ellenére, a Twelve Carat Toothache egy ambiciózus lemez, nagy választékkal, bizonyítva, hogy Post megtalálta helyét, mint Amerika új pop-érájának kaleidoszkopikus királya.” Jon Caramanica (The New York Times) szintén jókat mondott a lemezről, azt írva, hogy „Post Malone legjobb hangvilágai közül ezen a lemezen található több is: a Wrapped Around Your Fingerben ott van az 1950-es évek üdesége és az 1980-as évek szintetikája, az I Cannot Be (a Sadder Song)-nak boldog beütése van, ami egyes esetekben egy kicsit K-popra hasonlít. A One Right Now a Weeknddel egy kicsit intenzívebb, nehezebben emészthető. De még a legpozitívabb pillanatok se vonják el a figyelmet az album egyenletes hangszínétől.” Chris Willman (Variety) is hasonlóan vélekedett, „a Twelve Carat Toothache végre úgy érződik, mint egy átmeneti album a pop egyik legnagyobb sztárjának (És igen, popról beszélünk, nem hiphopról)... De nem kis segítséggel Belltől, aki az egyik legjobb abban, amit csinál, Malone melodikus mondatai és igaz vallomásai egy sokkal érdekesebb előadóvá teszik, mint azt valaha gondoltuk volna, még csak pár albummal ezelőtt is.” Neil Z. Yeung (AllMusic) azt írta a lemezről, hogy „ugyan a rap kedvelő rajongók valószínűleg még mindig első két projektjéhez vonzódnak, azok, akik tudják élvezni a stílusokat összedolgozó művét, úgy fogják érezni, hogy a Twelve Carat Toothache egy belső konfliktusokkal küzdő előadó nagyon érdekes érzelmi kalandja, aki boldogsága árán is slágereket gyárt.” Maura Johnston (Rolling Stone) „negyedik albuma tele van nagy nevekkel, elsöprő gesztusokkal és elgondolkodtató zenével.”
Matthew Strauss (Pitchfork) azon a véleményen volt, hogy „Post Malone negyedik albuma sima, áramvonalas és egy kicsit kevésbé alpári, mint korábbi munkája—ami jele annak, hogy egy kicsit komolyabban veszi magát.” JT Early (Beats Per Minute) azt írta, hogy „Ne hagyjátok, hogy a csillogó látszat megcsaljon – Post nem fél attól, hogy elmondja, hogy ő is egy ugyanolyan ember, mint mindenki más, az azzal járó nehézségekkel és drámával együtt.” Robin Murray (Clash) nem volt teljesen boldog a lemezzel, azt mondva, hogy „Az igazi meghatározó pillanatok hiányoznak a projektben, aminek eredménye egy lázongó album, ami nem kielégítő.” Mackenzie Cummings-Grady (HipHopDX) szerint „a közepesen jó közreműködések Doja Cat, the Kid Laroi, Roddy Ricch és mások részéről se elég arra, hogy kimentse Post Malone-t a futóhomokból. Folyamatosan a hollywoodi hírnév felé húzzák, de ő próbálja magát a kényelemben tartani.” Paolo Ragusa, a Consequence szakértője se volt teljesen boldog az albummal: „a Twelve Carat Toothache egy kicsit úgy érződik, mintha összedobott és befejezetlen lenne. Post Malone csak saját magát segítette azzal, hogy rövidebbé tette az albumot, de, ha az a célja, hogy ezzel a minőséget helyezze a mennyiség fölé, a minőségnek ennél jobbnak kell lennie.”

## Számlista
| Twelve Carat Toothache | Twelve Carat Toothache                                     | Twelve Carat Toothache                                     | Twelve Carat Toothache       | Twelve Carat Toothache | Twelve Carat Toothache | Twelve Carat Toothache | Twelve Carat Toothache | Twelve Carat Toothache | Twelve Carat Toothache |
|                        | Cím                                                        | Szerző(k)                                                  | Producer(ek)                 | Hossz                  |                        |                        |                        |                        |                        |
| ---------------------- | ---------------------------------------------------------- | ---------------------------------------------------------- | ---------------------------- | ---------------------- | ---------------------- | ---------------------- | ---------------------- | ---------------------- | ---------------------- |
| 1.                     | Reputation                                                 | Austin Post Louis Bell                                     | Bell                         | 4:08                   |                        |                        |                        |                        |                        |
| 2.                     | Cooped Up (Roddy Ricch közreműködésével)                   | Post Rodrick Wayne Moore, Jr. Bell Billy Walsh             | Bell Post Malone             | 3:05                   |                        |                        |                        |                        |                        |
| 3.                     | Lemon Tree                                                 | Post Ryan Vojtesak Bell Robin Weisse Walsh Brian Lee       | Charlie Handsome Bell Malone | 4:03                   |                        |                        |                        |                        |                        |
| 4.                     | Wrapped Around Your Finger                                 | Post Bell Andrew Watt Omer Fedi Walsh                      | Bell Malone Watt Fedi        | 3:14                   |                        |                        |                        |                        |                        |
| 5.                     | I Like You (A Happier Song) (Doja Cat közreműködésével)    | Post Amala Zandile Dlamini Bell Jasper Harris Walsh        | Bell Harris                  | 3:13                   |                        |                        |                        |                        |                        |
| 6.                     | I Cannot Be (A Sadder Song) (Gunna közreműködésével)       | Post Sergio Kitchens Bell Taurus Currie Jr. Walsh          | Bell                         | 2:50                   |                        |                        |                        |                        |                        |
| 7.                     | Insane                                                     | Post Bell Walsh                                            | Malone Bell                  | 2:50                   |                        |                        |                        |                        |                        |
| 8.                     | Love/Hate Letter to Alcohol (Fleet Foxes közreműködésével) | Post Bell Robin Pecknold                                   | Bell Malone                  | 3:04                   |                        |                        |                        |                        |                        |
| 9.                     | Wasting Angels (the Kid Laroi közreműködésével)            | Post Charlton Howard Bell Walsh                            | Bell                         | 4:03                   |                        |                        |                        |                        |                        |
| 10.                    | Euthanasia                                                 | Post Bell                                                  | Bell Malone                  | 2:26                   |                        |                        |                        |                        |                        |
| 11.                    | When I’m Alone                                             | Post Bell Walsh                                            | Malone Bell                  | 3:15                   |                        |                        |                        |                        |                        |
| 12.                    | Waiting for a Miracle                                      | Post Bell                                                  | Malone Bell                  | 2:22                   |                        |                        |                        |                        |                        |
| 13.                    | One Right Now (the Weeknd közreműködésével)                | Post Abel Tesfaye Bell Lee Andrew Bolooki Walsh Dre London | Bell Lee Bolooki             | 3:12                   |                        |                        |                        |                        |                        |
| 14.                    | New Recording 12, Jan 3, 2020                              | Post                                                       | Malone Bell                  | 1:33                   |                        |                        |                        |                        |                        |
| 43:18                  |                                                            |                                                            |                              |                        |                        |                        |                        |                        |                        |

| Deluxe edition | Deluxe edition    | Deluxe edition                                                             | Deluxe edition     | Deluxe edition | Deluxe edition | Deluxe edition | Deluxe edition | Deluxe edition | Deluxe edition |
|                | Cím               | Szerző(k)                                                                  | Producer(ek)       | Hossz          |                |                |                |                |                |
| -------------- | ----------------- | -------------------------------------------------------------------------- | ------------------ | -------------- | -------------- | -------------- | -------------- | -------------- | -------------- |
| 15.            | Waiting for Never | Post Bell J. Lauryn Walsh Tim B. Bryan Yepes Francisco Bejar Hector Soundz | Bell Lauryn        | 3:16           |                |                |                |                |                |
| 16.            | Hateful           | Post Bell Lauryn Yepes                                                     | Malone Bell Lauryn | 2:58           |                |                |                |                |                |
| 49:35          |                   |                                                                            |                    |                |                |                |                |                |                |

## Közreműködő előadók
Zenészek
| - Post Malone – vokál (összes), dobok (2), programozás (3, 7, 8, 10–12, 14), basszusgitár (4), akusztikus gitár (8) - Louis Bell – programozás (1–13), dobok (2, 8, 13); billentyűk, szintetizátor (8, 13); basszusgitár (8), kórusrendezés (9); basszus szintetizátor (13) - Charlie Handsome – programozás (3) - Brian Lee – hegedű (3), programozás (13) - Andrew Watt – gitár (4) - Omer Fedi – gitár (4) - Jasper Harris – programozás (5) - Doja Cat – vokál (5) | - Gunna – rap vokál (6) - Robin Pecknold – akusztikus gitár (8) - Dana Nielsen – háttérénekes, kórusrendezés (9) - Charissa Nielsen – háttérénekes (9) - India Carney – háttérénekes (9) - Jonathan Mouton – háttérénekes (9) - The Kid Laroi – rap vokál (9) - The Weeknd – vokál (13) - Andrew Bolooki – programozás, szintetizátor (13) |

Utómunka
| - Mike Bozzi – masztering - Manny Marroquin – keverés (1–13) - Louis Bell – keverés (14), hangmérnök (1–13), vokál producer (összes), vágás (14) - Chris Dennis – hangmérnök (1–6, 8–10, 12) - Nick Mcmullen – hangmérnök (1, 3, 10) - Andrew Bolooki – hangmérnök (5) - Post Malone – hangmérnök (14) - Anthony Vilchis – keverési asszisztens (1–12) | - Chris Galland – keverési asszisztens (1–12) - Trey Station – keverési asszisztens (1–12) - Zach Pereyra – keverési asszisztens (1–12) - Elijah Ibarra – asszisztens hangmérnök (1, 5) - Christian Amadeus – asszisztens hangmérnök (2, 4, 7) - Shane Moloney – asszisztens hangmérnök (3, 4, 7) - Mate Gere – asszisztens hangmérnök (5, 9) - Joey Mora – asszisztens hangmérnök (7) |

## Slágerlisták
| Slágerlisták (2022)                       | Legmagasabb pozíció |
| ----------------------------------------- | ------------------- |
| Ausztrál albumlista (ARIA)                | 2                   |
| Belga albumlista (Ultratop Flanders)      | 7                   |
| Belga albumlista (Ultratop Wallonia)      | 17                  |
| Brit albumlista (OCC)                     | 3                   |
| Brit R&B-albumlista (OCC)                 | 2                   |
| Cseh albumlista (ČNS IFPI)                | 8                   |
| Dán albumlista (Hitlisten)                | 2                   |
| Finn albumlista (Suomen virallinen lista) | 4                   |
| Francia albumlista (SNEP)                 | 27                  |
| Holland albumlista (Album Top 100)        | 2                   |
| Ír albumlista (OCC)                       | 3                   |
| Japán Hot albumlista (Billboard Japan)    | 89                  |
| Kanadai albumlista (Billboard)            | 1                   |
| Lengyel albumlista (ZPAV)                 | 32                  |
| Litván albumlista (AGATA)                 | 6                   |
| Német albumlista (Offizielle Top 100)     | 10                  |
| Norvég albumlista (VG-lista)              | 1                   |
| Olasz albumlista (FIMI)                   | 11                  |
| Osztrák albumlista (Ö3 Austria)           | 6                   |
| Portugál albumlista (AFP)                 | 34                  |
| Skót albumlista (OCC)                     | 49                  |
| Spanyol albumlista (PROMUSICAE)           | 11                  |
| Svájci albumlista (Schweizer Hitparade)   | 6                   |
| Svéd albumlista (Sverigetopplistan)       | 3                   |
| US Billboard 200                          | 2                   |
| US Top R&B/Hip-Hop Albums (Billboard)     | 1                   |
| Új-zélandi albumlista (RMNZ)              | 2                   |

## Kiadások
| Régió       | Dátum             | Kiadó                | Formátum                              | KIadás  | For.   |
| ----------- | ----------------- | -------------------- | ------------------------------------- | ------- | ------ |
| Világszerte | 2022. június 3.   | - Mercury - Republic | - CD - digitális letöltés - streaming | Eredeti | [ 48 ] |
| Világszerte | 2022. június 7.   | - Mercury - Republic | - digitális letöltés - streaming      | Deluxe  | [ 49 ] |
| Világszerte | 2022. június 24.  | - Mercury - Republic | kazetta                               | Eredeti | [ 50 ] |
| Világszerte | 2023. február 10. | - Mercury - Republic | hanglemez                             | Eredeti | [ 51 ] |